# 丹尼尔·阿尔弗雷德森
丹尼尔·阿尔弗雷德森 (瑞典語：Hans Daniel Björn Alfredson, 1959年5月23日—，瑞典电影导演。知名作品有千禧年三部曲中的两部:  玩火的女孩和 直捣蜂窝的女孩。在第29届金甲虫奖凭借阳台上的男人他荣获了最佳剧本以及提名最佳导演。他最新大片是惊天绑架团其中安东尼·霍普金斯饰演弗雷迪·海尼根.
他出生于导演世家，是瑞典导演汉斯·阿尔弗雷德森的儿子，瑞典导演托马斯·阿尔弗雷德森的哥哥 (成名作 生人勿进 和 锅匠 裁缝 士兵 间谍) 。

## 电影

### 特色电影
- Roseanna (1993)
- 阳台上的男人 (1993)
- Tic Tac (1997)
- 狼 (2008)
- 玩火的女孩 (2009)
- 直捣蜂窝的女孩 (2009)
- 惊天绑架团 (2015)
- 反击 (电影) (2015)